# ويكيبيديا الفريزية سيترلاند
ويكيبيديا الفريزية سيترلاند (الفريزية سيترلاند:Ju Seelterfräiske Wikipedia) هي النسخة الفريزية سيترلاند من موسوعة ويكيبيديا.

## التاريخ
أنشئت ويكيبيديا الفريزية سيترلاند في 12 يناير 2008، بعد فترة الاختبار في حاضنة ويكيبيديا، وحصلت على شعارها الخاص في 21 مارس 2009. وصلت ويكيبيديا ويكيبيديا الفريزية سيترلاند إلى 1000 مقالة في 5 يونيو 2009، وإلى 2000 مقالة في ديسمبر 2011.

## الإحصائيات
| عدد المستخدمين المسجلين | عدد المستخدمين النشيطين | عدد المقالات | صفحات المحتوى | عدد التعديلات | عدد الملفات المرفوعة | عدد الإداريين |
| ----------------------- | ----------------------- | ------------ | ------------- | ------------- | -------------------- | ------------- |
| 14٬277                  | 15                      | 4٬128        | 10٬810        | 123٬452       | 381                  | 4             |